# Batucari
Batucari (od batuhue 'rijeka,' cari 'kuća': 'kuće u rijeci'; ili batui 'golub,' i cari: 'kuće za golubice' — Buelna). Pododjeljak Cahita, koji govori Vacoregue dijalektom. Nekada su preživljavali od lova u blizini velike lagune 3 lige (preko 16 km) od plemena Ahome, sjeverna Sinaloa, Meksiko. Poslije su sepod jezuitskim misionarima ujedinili s narodom Ahome i napustili svoj lutalački život.